# Beko
倍科（Beko）是土耳其的一个白色家電和消費電子產品品牌，由戈茲控股旗下的Arçelik所擁有。

Beko的旧徽标

Beko Elektronik A.Ş.由Vehbi Koç和Leon Bejerano于1954年在土耳其伊斯坦布尔創辦。该公司的名称是來自於创始人姓氏的前两个字母的组合。
2004年，Beko Elektronik收购了德国电子公司根德，截至2005年1月，欧洲一半以上的电视机都是由Beko及其竞争对手土耳其电子和白色家电品牌Vestel所生產。

## 外部鏈接
- Beko – International （页面存档备份，存于）
- Beko – Türkiye （页面存档备份，存于）
- Beko UK （页面存档备份，存于）